# Shock Me
«Shock Me» es una canción de la banda americana Kiss, de su álbum Love Gun de 1977. Fue escrita por el guitarrista principal Ace Frehley, quien hizo su debut como vocalista principal en la pista. La canción fue inspirada por un evento que tuvo lugar durante Kiss Rock and Roll Over Tour, cuando Frehley estaba casi electrocutado. Esta canción se clasificó # 50 en "Los 100 Mejores Solos de Guitarra" por Guitar World.

## Antecedentes
El 12 de diciembre de 1976, Kiss realizó un concierto en el Centro Cívico de Lakeland, en Lakeland, Florida. Durante el número de apertura, Frehley tocó una baranda de escalera de metal, que fue puesta a tierra. Frehley fue derribado al suelo, y el concierto se retrasó durante 30 minutos. El espectáculo eventualmente fue completado y Frehley afirmó haber perdido la sensibilidad en la mano durante el resto del concierto.
Frehley presentó "Shock Me" a Kiss en su forma completa. De acuerdo con Gene Simmons, el resto de la banda no estuvo involucrado en el arreglo de la canción. Aunque Frehley había escrito una serie de canciones de KISS con anterioridad, esta era su primera vez en la voz principal. La canción se ha convertido en el "tema" de Frehley para la banda.  Frehley, quien se sentía inseguro sobre sus canciones, grabó su voz mientras estaba acostado en el suelo.

## Historia en vivo
"Shock Me" fue añadido al repertorio de Kiss a partir de la gira de Love Gun. Solos de guitarra de Frehley, realizados con anterioridad en "She" y "Cold Gin", se agregaron a la canción. La canción fue eliminada de la lista después del Alive II tour, de 1977 a 1978. Kiss no volvió a tocar la canción otra vez hasta que Frehley volvió al grupo para el Alive/tour mundial, de 1996 a 1997. Se mantuvo en lista de canciones del grupo durante el Psycho Circus Tour, aunque el solo de guitarra de Frehley fue trasladado a "Into the Void". Tommy Thayer hizo su debut como cantante de la canción el 16 de marzo de 2008 en el Circuito de Fórmula 1 de Melbourne.

## Apariciones

### Kiss
- Love Gun (1977)
- Alive II (1977)
- The Box Set (2001)
- Gold (2005)
- Ikons (2008)

### Versiones
- Red House Painters - Shock Me EP (1994); Retrospective (1999)